# Phenix (groupe)
Pour le groupe de pop rock, voir Phoenix (groupe).
Phenix est un groupe de heavy metal français, originaire du Pays de Montbéliard, en Franche-Comté. Composé de cinq membres, le groupe pratique un heavy metal mélodique et varié aux accents progressifs sur certains morceaux. Après une pause en 2012, le groupe reprend son activité en 2014.

## Biographie

### Formation (2000)
L’histoire de Phenix commence réellement en l'an 2000 à Bavans, en Franche-Comté, même si Sébastien Trève et Bertrand Gramond projetaient depuis 1993 de former un groupe de heavy metal, à la suite de leur rencontre via une annonce dans un magasin de musique. Composé de cinq musiciens (Sébastien Trève et Bertrand Gramond, Olivier Garnier, Anthony Phelippeau et Julien Giraud), le groupe décide à l'unanimité de son nom le 18 août 2000 après quelques répétitions. Dès lors, le quintette s'oriente vers une musique puisant son inspiration parmi les plus illustres groupes du genre des années 1970 et surtout 1980. Les membres ayant des cultures musicales différentes, Phenix crée progressivement son propre style.

### Débuts (2001–2005)
Après avoir enchaîné les concerts dès octobre 2000 en jouant d'abord une majorité de reprises, le groupe s'applique à composer ses propres chansons, et ainsi, le groupe publie son premier album studio, Sacred Fire sur le label Brennus Music en 2002. Ce premier album se présente comme la synthèse du travail de composition et des concerts donnés durant la première année d'existence du groupe. Julien Giraud quitte le groupe fin 2001 après avoir enregistré Sacred Fire, et intronisé son successeur Eric Brézard-Oudot. Phenix se produit alors fréquemment en public, seul ou avec des groupes de la scène locale, mais aussi aux côtés de groupes célèbres de la scène nationale et internationale.
Galvanisé par la sortie de ce premier album, le groupe travaille pendant deux ans à composer douze nouveaux titres qui composeront l’album Wings of Fire, publié également par le label Brennus Music le 27 août 2004,,,. Phenix repart alors sur les routes pour promouvoir ce nouvel opus. Courant 2005, après une série de concerts et festivals remarqués, Olivier Garnier quitte cependant le groupe.

### Immortal Flame(2006–2009)
2006 se révèle une période sombre pour le groupe qui perd non seulement un membre, mais certains musiciens connaissent également des crises personnelles. Cependant, Phenix continue les concerts d'abord à quatre, puis recrute rapidement un nouveau guitariste en la personne de Laurent Obermeyer en 2006, jusqu'à enfin fouler le sol d'Allemagne, « terre promise » du heavy metal. Après avoir rodé sa nouvelle formation, le groupe se remet à composer, et Phenix prépare alors son troisième album.
En 2007, le groupe enregistre durant l’été quinze titres de l’album Immortal Flame, pendant cinq semaines au studio Psychosound à Cracovie, en Pologne. Au retour, le bassiste et le batteur quittent coup sur coup le groupe, mais celui-ci continue néanmoins une fois de plus sur sa lancée. En novembre 2007, Phenix est à nouveau un quintette et redonne même des concerts avant la fin d'année. En 2008, c'est la sixième formation de Phenix qui présente son nouvel opus, Immortal Flame, à nouveau distribué par Brennus Music dès le mois d'avril. Ce sont Yannick Borner à la basse (après un passage de quelques mois de Vincent Generet) et Cédric Mells à la batterie qui forment la section rythmique.
Le début 2009 voit le groupe poursuivre ses concerts et, avec la fin d'année, revient le temps de la composition et l'écriture du quatrième album, même si certaines chansons sont déjà en gestation depuis l'été 2007 durant le long séjour polonais du groupe. S'il n'a pas encore de titre officiel, plusieurs chansons ont déjà été écrites pour cet album dont une dans la « tradition » du groupe depuis ses débuts. Une mini-tournée de trois concerts amènera le groupe à de nouveau fouler le sol polonais fin octobre.

### Changements et séparation (2010–2012)
En 2010, Phenix fête ses dix ans, et prévoit d'enregistrer son quatrième album studio. Mais l'objectif initial de sortir le disque à l'automne de cette même année pour partir le promouvoir, notamment dans les Pays de l'Est, est compromis par un nouveau changement de line-up, Yannick Borner et Cédric Mells quittant coup sur coup le groupe en début d'année. Le groupe recherche alors activement de nouveaux membres. En mars, le groupe recrute Sylvain Tourteau, ex-membre du groupe montbéliardais Kromozom, qui rejoint le Phénix après des années d'absence pour construire la nouvelle section rythmique de Phenix. Quant à Cédric Mells, il est de retour en avril pour continuer l'aventure un temps avec le groupe. Mais force est de constater que l'histoire n'est pas faite pour durer et après la fête de la musique, Cédric quitte définitivement le groupe. Aucun des membres ne songe à abandonner, et c'est en la personne de Jérôme Heiniger que la bande trouve son nouveau batteur.
C'est avec cette formation que le groupe aurait dû enregistrer le quatrième opus. Phenix repart en Pologne en octobre 2010 pour plusieurs dates de concert mais cette nouvelle tournée ne suffit pas à sceller définitivement la nouvelle formation car à l'été 2011, à l'aube d'entamer l'enregistrement de leur quatrième album, Ignition, Sylvain Tourteau quitte à son tour le groupe. L'abattement gagne un moment le quartette (une fois de plus) mais il intègre Brice Andreani au poste de bassiste à l'automne 2011. Début 2012, le groupe envisage de faire plusieurs concerts pour renforcer les liens musicaux et humains avant d'enregistrer les dix titres du prochain album. De nombreux facteurs viennent néanmoins à bout des efforts du quintette qui se sépare en mai 2012. Sébastien Trève conserve le nom du groupe bien qu'en réalité, il soit en stand-by, et cela jusqu'en 2014.

### Réunion (2014-2019)
Après une pause forcée, alors que Laurent Obermeyer, Jérôme Heiniger et Brice Andréani poursuivent leur chemin vers d'autres horizons, les deux compères et fondateurs de Phenix se retrouvent début 2014, décidés à ressusciter une fois de plus le groupe au nom prédestiné. Le quatrième album toujours en pause (depuis près de sept ans pour les titres les plus anciens qui ont évolué avec le temps), le groupe recherche des musiciens d'abord pour des concerts, puis pour retourner en studio. Mais la tâche est délicate.
En 2016, les choses s'accélèrent et un concours de circonstances amène de vieux amis longtemps séparés à se retrouver. Ainsi, le groupe annonce le 9 avril 2016 que le Phenix Mark II est à nouveau réuni. Début 2017, le groupe entre au Rockbox(red) Studio pour enregistrer un quatrième album dont certains titres avaient été ébauchés en Pologne lors de l'enregistrement d'Immortal Flame, il y a près de dix ans.
L'enregistrement et la post-production du disque s'étirent en longueur mais finalement, en avril 2019, le disque est enfin terminé et le 18 août, pour son dix-neuvième anniversaire, Phénix annonce la signature d'un quatrième contrat avec Brennus Music pour la sortie d'Ignition avant la fin de l'année. Le 1er novembre, le groupe présente son premier clip tourné un an plus tôt pour le titre Black Flag qui ouvrira l'album, disponible chez Brennus dès la mi-novembre 2019. Sa sortie chez les disquaires et sur les plateformes de diffusion musicale est quant à elle prévue début 2020.

### Ignition(depuis 2019)
C'est le 28 février 2020, alors que la crise sanitaire liée à la COVID-19 fait malheureusement de plus en plus parler d'elle, que l'album sort sur les plateformes numériques et chez les disquaires. Cette date, planifiée depuis novembre 2019 tient au plan de sortie des disques du label, et malheureusement, arrive tout juste deux semaines avant le premier confinement en France. Le groupe n'aura eu le temps de donner que deux concerts (le 14 puis le 21 février 2020) pour lancer son nouvel opus que toute activité s'interrompra brutalement, mettant un sévère coup d'arrêt à la promotion de ce disque que le quintette espérait tant partager sur scène avec le plus large public possible. Faisant contre mauvaise fortune bon cœur, la bande tâche de garder la Flamme allumée, répète quand cela est possible avec toujours l'espoir de pouvoir jouer bientôt en public mais les concerts prévus s'annulent les uns après les autres, jusqu'à la FireMaster Convention, le 1er mai 2021 durant laquelle PHENIX doit donner un concert en direct mais sans public et rediffusé en ligne. Mais tous ces mois ne sont pas une pure perte que le groupe a recommencé à composer d'arrache-pied et entend bien avoir assez de matériel pour enregistrer un cinquième album à la fin de l'année 2021.

## Membres

### Membres actuels
- Sébastien Trève - guitare (depuis 2000)
- Bertrand Gramond - chant (depuis 2000)
- Olivier Garnier - guitare (2000-2005, depuis 2016)
- Anthony Phelippeau - basse (2000-2007, depuis 2016)
- Éric Brézard-Oudot - batterie (2001-2007, depuis 2016)

### Anciens membres
- Julien Giraud - batterie (2000-2001)
- Laurent Obermeyer - guitare (2006-2012)
- Vincent Generet - basse (2007-2008)
- Yannick Borner - basse (2008-2010)
- Cédric Mells - batterie (2008-2010)
- Sylvain Tourteau - basse (2010-2011)
- Jérôme Heiniger - batterie (2010-2012)
- Brice Andreani - basse (2011-2012)

## Discographie
- 2001 : Face my Fate
- 2002 : Sacred Fire
- 2004 : Wings of Fire
- 2008 : Immortal Flame
- 2019 : Ignition